# 支店経済都市
支店経済都市（してんけいざいとし）は、全国規模で展開する企業の支社・支店・地域子会社が集中する都市を指す。対義語は本店経済都市。
一般に、第二次産業の基盤が薄く、地元企業の経済寄与分よりも、他の地方に本社を置く企業の支店経済の寄与分の方が大きい都市に対してこう呼ぶ事とされる。ただし、国際経済における支店経済について、「支店経済都市」との言葉を用いることは稀である。

## 概説
現代の大企業は、多くの場合、決裁を行う社長などをもつ本社、製品を生産する工場、販売網・サービス網としての支店・営業所など、重層的な組織となっている。それらをどう配置するのが効率的で収益性が上がるか、という命題の下に、「支店経済都市」が育つこととなった。ただし、現在の日本の（大）企業の収益構造は、実業部門と金融部門の二本立ての状況になっているため、以前のような簡単な支店経済都市の定義は出来なくなってきている。
第二次産業がはっきりと日本を支えていた高度経済成長期には、内需の商品全国販売拠点都市が「支店経済都市」と呼ばれ、外需（加工貿易）における販売拠点は「海外拠点」と呼ばれた。都市化が進み、第三次産業が労働者人口の半数を越えるようになった1970年代になると、各地に卸売企業が育ち、小売・サービスにおける地元企業・商店も活性化した。そのため、中小企業の小資本経済を無視し、大企業の大資本経済において、第二次産業と第三次産業のどちらの比率が大きいかで「支店経済都市」が定義されるようになり、現代まで続く「支店経済都市」の用法として定着した。
バブル経済期には、土地を担保として様々な企業が大資本を持ったため、物販・サービスにおいて全国展開をする企業が多くなり、海外進出も活発化した。この時期に支店経済の意味合いも大きく変化したが、バブル崩壊とその後の消費の低迷によって、支店経済都市は集約され、マーケット性との関連が強い「地方拠点都市」として再定義され、工業などの第二次産業との対比では語られなくなった。
バブル崩壊と前後して、規制緩和による日本人工場労働者の非正規雇用化、出稼ぎ外国人労働力投入、工場の海外移転などが進み、以前のような収入や福祉、地域での消費活動が得られなくなり、周辺経済も縮小した。すなわち、工業都市では、製品の出荷によって資本の還流はあるが、その都市の消費経済への恩恵は縮小し、従来の「支店経済都市」対「工業都市」という対比は意味を失った。
このような実業の変化に対し、金融においては、バブル期に日本の本店経済都市として躍進した東京で、不良債権処理と並行して「ハゲタカ・ファンド」とも呼ばれる米国資本を中心とした外資が大量に入り込んだ。そのため、不動産投資信託や証券市場などを中心に、海外の投資家から見ると、東京は国際金融における支店経済都市と化した。
資本主義経済である日本では、資本の還流の面で見た「支店経済都市」を多様に定義出来るが、歴史的には流通の拠点都市に支店が集まる傾向が大きかったため、「流通拠点都市＝支店経済都市」といえ、商人の本拠地に資本が還流されていた。
各都市の支店経済の動向や規模を調査する場合は、オフィスマーケットと卸売販売額の関連指標から判断することができる。

## 歴史

### 江戸時代
江戸時代の支店経済都市として、最も有名なのは大坂といえる。各藩は、各地の行政主体であるのと同時に、当時の経済の中心である米を大量に所有する企業体でもあったため、「蔵屋敷」という藩の出先機関（または支店）を、経済の中心地である大坂に置いた。蔵屋敷が集中する大坂では、各藩の稲の生育情報も集まり、米の商品先物取引も行われた。
一方の江戸は、幕府の所在地として行政の中心地となり、参勤交代によって、地方の富を携えた大名たちが集住し、随行の家来たちも消費活動を行ったため、大消費地となった。江戸は、できたばかりで製品生産力が乏しかったため、長い歴史の中で工芸品・日用品・嗜好品・調味料などを生産する工業都市としての面も持った京や、支店経済都市として物資の集散地となった大坂から、必要な物資を江戸に運ばなくてはならなかった。
江戸への物流は、江戸～上方航路（菱垣廻船・樽廻船）の他、江戸と東北を結ぶ航路を中心として各地の商人たちが担うことになり、商人たちは本拠地の令制国名を取って「近江商人」「伊勢商人」などと呼ばれた。商人たちは、本拠地の商店の他に江戸（他に流通拠点の銚子など）にも商店（支店）を構えた。
江戸時代の「支店経済都市」は、幕府の城下町である江戸や、藩の城下町、または「天下の台所」と呼ばれた大坂が該当し、対して「本社」は商人の出身地の商店ということになる。しかし、次第に売上の大きい江戸や大坂に商店主が住むようになって行ったため、資本還流の面からも「支店経済都市」から「本店経済都市」へと変化して行った。
他に、江戸時代の物流では、日本海側の北前船の寄港地（例：敦賀、酒田）や、太平洋側の東回りの港町にも物流業者が集まり、「支店経済都市」の面を持った。日本各地に支店経済都市が出現した江戸時代には、遠隔地取引において為替手形も用いられた。

### 明治時代
鎖国が解除されて明治時代に入ると、国際貿易が経済を主導する形となった。開港五港の内、特に横浜、神戸、新潟には、各地から貿易・流通業者が集まり、本社を構える者もいたが、基本的に支店経済都市として賑わった。国際貿易は巨額の富をもたらすため、これらの都市には、後に証券取引所も設置されていった。商社は、これらの貿易港に本社を置く場合もあったが、横浜は東京の、神戸は大阪の外港であるため、大消費地である東京や大阪に本社が置かれた。
全国的な流通においては、江戸時代以来の港町が、引き続き内航における支店経済都市として存在したが、この時期に発展した鉄道の主要駅がある都市（城下町や門前町などから発達した都市）が、新たに流通拠点として支店経済都市となった。地方では、発展の度合いに応じて、港町と鉄道主要駅がある都市との間で流通拠点の地位争いが続いた。

### 高度経済成長期
第二次大戦後の高度経済成長期に入ると、次第にトラック流通が内航や鉄道輸送を超えるようになり、流通拠点の地位は、高速道路の主要インターチェンジの周辺や、バイパス道路沿いに設置された大きな流通団地を持つ都市に移っていった。
この時期には、中産階級の増大に従って国民の購買力も増大し、内需の拡大が起きた。第三次産業の発展によって都市化が進み、地方では各都市にトラック流通の拠点が置かれた。当時は、トラックの燃費の問題や高速道路網の未整備の状況から、国道流通が基本で時間がかかったため、流通拠点は都道府県ごとに複数存在するのが一般的で、即ち、支店経済都市も各県に存在していた。
このような内需の拡大に呼応して、工業を行っている企業は、流通業者に頼らないで自社製品を販売しアフターサービスを行う拠点を日本各地に置くようになり、いわゆる「全国展開」をし始めた。全国展開をする場合、トラック流通と呼応して、都道府県庁所在地を初め、各地域ごとに支店や営業所を設置し、全国的に見ると無数の支店経済都市が存在することとなった。

### 高速交通網の発達期
高度経済成長が収束すると、政府は経済対策として公共投資に力を入れるようになり、新幹線、空港、高速道路・国道網を日本各地に造り続けた。同時にオイルショックの影響から燃費の良いトラックが生産されるようになり、トラックの航続距離も飛躍的に伸びた。そのため、物流の効率化が進み、各地域圏ごとに物流拠点を置くのは非効率的となり、各地方で流通拠点の集約化が進んだ。
この動きと呼応して、企業の販売網・サービス網も再編され、各地域圏ごとにあった支店・営業所は整理・集約化された。このとき、地方ごとに拠点の支店が設置され、他の支店はその下に置かれる形となった（例：東北地方なら、主に仙台にある支店を「東北支店」に格上げし、福島県の郡山支店と他の4県の県庁所在地の支店はその下に系列化。残りは八戸支店を除き営業所格にするか廃止とした）。
この集約化の流れによって、県庁所在地を「支店経済都市」という場合が多くなったが、工業が発達している都市では、工場地区に業務機能が分散されていたため、人口の割に中心業務地区（CBD）に業務集約がされず、自らを「支店経済都市」とは言わない例も見られた。
高速交通網の発達は地方によって異なるため、このような変化は地域によって時差がある。基本的には幹線高速道路の開通により支店が県庁所在地に集約し、新幹線の開通で地方の集約的支店が設置される傾向がある。そのため、県庁所在地が未だに「支店経済都市」であり続けている地方は、新幹線未開通の地方（四国、山陰地方、沖縄本島など）に見られる。

### バブル経済期
バブル景気となると、実業部門での収益の他に、土地を担保とした金融部門が企業の収益の柱となり始めた。東京は地価が最も高く、「東京23区の全ての土地代でアメリカ合衆国全土が買える」と言われた程であったため、多くの企業が東京に本社を移すようになり、東京の支店経済の面は薄れて「本社集中都市」となっていった。
この時期、特に大阪に本社を置いていた企業は、東京本社と大阪本社の「2本社体制」と呼ばれる会社組織になったが、実質的に本社の東京移転である例が多かった。
バブル期には、このような本社の東京集中が生じたため、他の都市は支店経済都市の面が強くなっていき、元々の本社所在地の空洞化が進んだ。しかし、経済全般では、消費経済が極限に達し、地方都市でもその空洞化を全く感じることなくバブルを謳歌した。

### バブル経済崩壊後
バブル経済が崩壊し、1990年代を通じて全国的な不況感が漂うような状況となり、「失われた10年」と呼ばれる時期を日本は経験した。1990年代末から、特に小泉純一郎政権（金融担当相：竹中平蔵）下で不良債権の処理が進められると、企業はこぞってリストラ（人員削減）を行い、自己の収益性の高い部門のみに特化する傾向が顕著になった。
大店法の改正により、郊外大規模店が自社内流通（中抜き流通）と価格破壊を行ったため、卸売流通業者が次々と倒産する事態となり、卸売流通拠点として繁栄してきた支店経済都市は大打撃を受けた。
加えて、バブル経済崩壊を機に、地方都市を中心に支店の集約が行われるようになり、撤退に追い込まれた地方都市では中心街の空洞化が進むようになる。そしてテナントが全く入らなくなって事実上閉鎖する空きビルが乱発、路線価は下落していった。
地方中小都市はますます衰退し、東京一極集中に加え、地方内でも札幌一極集中、仙台一極集中、福岡一極集中などが進んだ。

## 「支店経済都市」と言われる都市
都道府県庁所在地は大半が各県に置ける人口首位都市である傾向が強く、また事業の許認可を行う行政機関等も集積するため全国展開、ブロック展開する企業の多くが都道府県庁所在地に支店を置いている。
このため基本的に都道府県庁所在地は支店経済都市の性質が強い。政令指定都市や都道府県庁所在地の人口を上回る中核市も同様の傾向が認められ、仙台、大宮、博多、下関などは代表的な支店経済都市と言われる。
東日本では東京を本拠地とする企業の母数が多く、関東地方の有力都市にブロック展開することから関東地方では全事業所に占める支店の割合が高い。一方で東北や甲信越などの都市には支店を置かず、東京（首都圏）の事業所が当該地域での営業活動を包括する事例がみられる。東日本における東京の地位に比べ、西日本における静岡、名古屋、大阪、広島、高松、福岡等の影響は相対的に小さい。このことから県庁所在都市の都市規模は「西高東低」の傾向がある。また西日本では戦前からの有力都市が多く、全事業所における支店の占める割合は東日本で高く西日本で低い傾向がある。
政令指定都市の全事業所における支店（本社市外）の占める割合（2006年事業所・企業統計調査より）
1. 仙台市 37.4%
2. 千葉市 33.2%
3. 福岡市 32.1%
4. さいたま市31.4%
5. 堺市 28.8%
6. 川崎市 25.4%
7. 広島市 24.3%
8. 神戸市 23.8%
9. 横浜市23.0%
10. 名古屋市 22.1%
11. 静岡市 20.3%
12. 札幌市 20.8%
13. 大阪市 19.3%
14. 京都市18.8%
15. 北九州市 17.3%
- 事業所・企業統計調査は2006年が最後であり、2007年以降に政令指定都市となった5市（新潟市、浜松市、岡山市、相模原市、熊本市）は事業所・企業統計調査が行われていない。